# Bengkel Sari
Bengkel Sari is een bestuurslaag in het regentschap Tabanan van de provincie Bali, Indonesië. Bengkel Sari telt 1077 inwoners (volkstelling 2010).